# خوسيه كوبيرو
خوسيه ميغيل كوبيرو لوريا ( بالإنجليزية : José Miguel Cubero Loría ) لاعب كرة قدم كوستاريكي، يلعب بالدوري الممتاز الكوستاريكي ومنتخب كوستاريكا لكرة القدم المشارك في بطولة كأس العالم 2014 المقامة في البرازيل .

## روابط خارجية
- خوسيه كوبيرو على موقع الاتحاد الدولي (مؤرشف)  (الإنجليزية)
- خوسيه كوبيرو على موقع قاعدة بيانات كرة القدم.إي يو (الإنجليزية)
- خوسيه كوبيرو على موقع ناشيونال فوتبول تيمز (الإنجليزية)
- خوسيه كوبيرو على موقع Soccerbase.com (لاعب) (الإنجليزية)
- خوسيه كوبيرو على موقع Soccerway.com (الإنجليزية)
- خوسيه كوبيرو على موقع عالم كرة القدم.نت (الإنجليزية)
- خوسيه كوبيرو على موقع كووورة
- خوسيه كوبيرو على موقع AS.com (الإسبانية)